# Église de Svolvær
L'église de Svolvær (en norvégien bokmål : Svolvær kirke) est une église évangélique et luthérienne située à Svolvær, en Norvège.

## Description
L'église est construite en 1934. Il s'agit d'un édifice de béton qui peut accueillir 400 personnes.

## Localisation
L'édifice est situé à Svolvær, dans le comté de Nordland, dans le nord de la Norvège.